# Fila M/M/1

Diagrama de uma fila M/M/1

Em teoria das filas, uma disciplina dentro da teoria matemática das probabilidades, uma fila M/M/1 representa o comprimento de fila em um sistema que tem um único servidor, em que as chegadas são determinadas por um processo de Poisson e os tempos de serviço têm uma distribuição exponencial. O nome do modelo está escrito em notação de Kendall. O modelo é o mais básico dentre os modelos de filas, sendo usado para aproximar sistemas simples, e um objeto atraente de estudo, já que expressões de forma fechada podem ser obtidas para muitas métricas de interesse neste modelo. Uma extensão deste modelo com mais de um servidor é a fila M/M/c. Tem capacidade ilimitada, população infinita, como um processo de nascimento e morte, em que:
{\displaystyle L_{n}=L,} {\displaystyle n=0,1,2,...,}{\displaystyle \infty }
{\displaystyle M_{n}=M,} {\displaystyle n=0,1,2,...,}{\displaystyle \infty }

## Definição do modelo
Uma fila M/M/1 é um processo estocástico cujo espaço de estados é o conjunto {0, 1, 2, 3...} em que o valor corresponde ao número de clientes no sistema, incluindo aqueles que estão sendo servidos.
- As chegadas ocorrem a uma taxa {\displaystyle \lambda } de acordo com um processo de Poisson e movem o processo do estado {\displaystyle i} para {\displaystyle i+1}.
- Tempos de serviço têm uma distribuição exponencial com o parâmetro de taxa {\displaystyle \mu } na fila M/M/1, em que {\displaystyle 1/\mu } é o tempo médio de serviço.
- Um único servidor atende os clientes um por vez no fim da fila, de acordo com a disciplina first-come, first served ("primeiro a chegar, primeiro a ser servido"), Quando o serviço está completo, o cliente deixa a fila e o número de clientes no sistema é reduzido em um.
- O buffer tem tamanho infinito, então não há limite ao número de clientes que pode conter.

O modelo pode ser descrito como uma cadeia de Markov de tempo contínuo com matriz de taxa de transição
{\displaystyle Q={\begin{pmatrix}-\lambda &\lambda \\\mu &-(\mu +\lambda )&\lambda \\&\mu &-(\mu +\lambda )&\lambda \\&&\mu &-(\mu +\lambda )&\lambda &\\&&&&\ddots \end{pmatrix}}}
no espaço de estados {0,1,2,3,...}. Esta é igual à cadeia de Markov de tempo contínuo no processo de nascimento e morte. O diagrama do espaço de estados para esta cadeia é como o seguinte.

## Solução transitória
Podemos escrever uma função massa de probabilidade dependente de {\displaystyle t} para descrever a probabilidade de que a fila M/M/1 esteja em um estado particular em um dado tempo. Assumimos que a fila esteja inicialmente no estado {\displaystyle i} e escrevemos {\displaystyle p_{k}}{\displaystyle (t)} para a probabilidade de estar no estado {\displaystyle k} no tempo {\displaystyle t}. Então
{\displaystyle p_{k}(t)=e^{-(\lambda +\mu )t}\left[\rho ^{\frac {k-i}{2}}I_{k-i}(at)+\rho ^{\frac {k-i-1}{2}}I_{k+i+1}(at)+(1-\rho )\rho ^{k}\sum _{j=k+i+2}^{\infty }\rho ^{-j/2}I_{j}(at)\right]}
em que {\displaystyle \rho =\lambda /\mu }, {\displaystyle a=2{\sqrt {\lambda \mu }}} e {\displaystyle I_{k}} é uma função de Bessel modificada de primeira espécie. Momentos para a solução transiente podem ser expressos como a soma de duas funções monótonas.

## Análise estacionária
O modelo é considerado estável somente se {\displaystyle \lambda <\mu }. Se, em média, as chegadas ocorrem mais rapidamente que as conclusões dos serviços, a fila se tornará indefinidamente longa e o sistema não terá uma distribuição estacionária. A distribuição estacionária é a distribuição limitante para grandes valores de {\displaystyle t}.
Várias medidas de performance podem ser explicitamente computadas para a fila M/M/1. Escrevemos {\displaystyle \rho =\lambda /\mu } para a intensidade de tráfego (ou utilização do sistema) e precisamos de {\displaystyle \rho <1} para que a fila seja estável. {\displaystyle \rho } representa a proporção média do tempo em que o servidor fica ocupado.

### Número de clientes no sistema
A probabilidade de que o processo estacionário esteja no estado {\displaystyle i} (contendo {\displaystyle i} clientes, incluindo aqueles sendo atendidos) é
{\displaystyle \pi _{i}=(1-\rho )\rho ^{i}.\,}
Vemos que o número de clientes no sistema é distribuído geometricamente com parâmetro {\displaystyle 1-\rho }. Assim, o número médio de clientes no sistema é {\displaystyle \rho /(1-\rho )} e a variância do número de clientes no sistema é {\displaystyle \rho /(1-\rho )^{2}}. Este resultado se mantém para qualquer trabalho que conserve o regime de serviço, tal como compartilhamento de processador.

### Período ocupado do servidor
O período ocupado é o período de tempo medido entre o instante em que um cliente chega a um sistema vazio até o instante em que um cliente parte deixando para trás um sistema vazio. O período ocupado tem função densidade de probabilidade
{\displaystyle f(t)={\begin{cases}{\frac {1}{t{\sqrt {\rho }}}}e^{-(\lambda +\mu )t}I_{1}(2t{\sqrt {\lambda \mu }})&t>0\\0&{\text{de outro modo}}\end{cases}}}
em que {\displaystyle I_{1}} é uma função de Bessel modificada de primeira espécie, obtida pelo uso da transformada de Laplace e pela inversão da solução.
A transformada de Laplace do período ocupado da fila M/M/1 é dada por
{\displaystyle \mathbb {E} (e^{-\theta F})={\frac {1}{2\lambda }}(\lambda +\mu +\theta -{\sqrt {(\lambda +\mu +\theta )^{2}-4\lambda \mu }})}
que dá os momentos do período ocupado, em particular a média é {\displaystyle 1/(\mu -\lambda )} e a variância é dada por
{\displaystyle {\frac {1+{\frac {\lambda }{\mu }}}{\mu ^{2}(1-{\frac {\lambda }{\mu }})^{3}}}.}

### Tempo de resposta
O tempo médio de resposta ou tempo médio de permanência (tempo total que um cliente passa no sistema) não depende da disciplina de atendimento e pode ser computado usando a Lei de Little como {\displaystyle 1/(\mu -\lambda )}. O tempo médio gasto na espera é {\displaystyle 1(\mu -\lambda )-1/\mu =\rho (\mu -\lambda )}. A distribuição de tempos de resposta experimentados depende, no entanto, da disciplina de atendimento.

#### Regra do "primeiro a chegar, primeiro a ser servido"
Para clientes que chegam e encontram a fila como um processo estacionário, o tempo de resposta que eles experimentam (a soma do tempo de espera com o tempo de serviço) tem a transformada {\displaystyle (\mu -\lambda )/(s-\mu -\lambda )} e, por isso, a função densidade da probabilidade
{\displaystyle f(t)={\begin{cases}(\mu -\lambda )e^{-(\mu -\lambda )t}&t>0\\0&{\text{de outro modo}}\end{cases}}}

#### Regra do compartilhamento do processador
Em uma fila M/M/1-PS, não há fila de espera e todos os atendimentos recebem uma igual proporção da capacidade de serviço. Suponha que o servidor único atenda a uma taxa 16 e haja 4 atendimentos no sistema. Cada atendimento receberá serviço a uma taxa 4. A taxa de serviço de cada atendimento muda toda vez que uma demanda chega ou sai do sistema.
Para clientes que chegam e encontram a fila como processo estacionário, a transformada de Laplace da distribuição de tempos de resposta experimentados pelos clientes foi publicada em 1970, para a qual uma representação integral é conhecida. A distribuição do tempo de espera (tempo de resposta menos tempo de serviço) para um cliente que demanda uma quantidade {\displaystyle x} de serviço tem a transformada
{\displaystyle W^{\ast }(s|x)={\frac {(1-\rho )(1-\rho r^{2})e^{-[\lambda (1-r)+s]x}}{(1-\rho r^{2})-\rho (1-r)^{2}e^{-(\mu /r-\lambda r)x}}}}
Em que {\displaystyle r} é a menor raiz da equação
{\displaystyle \lambda r^{2}-(\lambda +\mu +s)r+\mu =0.}
O tempo de resposta médio para uma demanda que chega e requer uma quantidade {\displaystyle x} de serviço pode então ser computada como  {\displaystyle x\mu /(\mu -\lambda )}. Uma abordagem alternativa computa os mesmos resultados usando um método de expansão espectral.

## Aproximação de difusão
Quando a utilização {\displaystyle \rho } está próxima de um, o processo pode ser aproximado por um movimento browniano refletido com parâmetro de deriva {\displaystyle \lambda -\mu } e parâmetro de variância {\displaystyle \lambda +\mu }. Este limite de tráfego pesado foi introduzido por John Kingman.